# Via, la voie du peuple
Pour les articles homonymes, voir PCD et FRS.
Via, parti chrétien-démocrate (abrégé en Via) est un parti politique français conservateur et d'inspiration démocrate chrétienne. Il est aujourd'hui plus proche de l'extrême droite que de la droite traditionnelle. 
Fondé par Christine Boutin en 2001 sous la dénomination Forum des républicains sociaux (FRS), il est rebaptisé Parti chrétien-démocrate (PCD) en 2009 avant de prendre son nom actuel en 2020. Il est actuellement présidé par Jean-Frédéric Poisson.

## Historique

### Partis démocrates-chrétiens précédents
La France connait plusieurs partis démocrates-chrétiens au XXe siècle.
Le premier est le Parti démocrate populaire, durant l'entre-deux-guerres.
Celui-ci est remplacé après la Seconde Guerre mondiale par le Mouvement républicain populaire (MRP), créé en 1944 et mis en sommeil en 1967. Le MRP se présente comme un mouvement démocrate-chrétien et centriste, europhile et partisan d'une vision non-conservatrice et sociale du catholicisme politique. Il se veut le parti des résistants démocrates-chrétiens qui souhaitent dépasser le clivage droite-gauche et le parti de la « fidélité » au général de Gaulle.
Le MRP fusionne en 1966 avec d'autres partis pour devenir le Centre démocrate, dont le dirigeant est Jean Lecanuet, arrivé troisième à l’élection présidentielle de 1965.

### Lancement et débuts du FRS
Le Forum des républicains sociaux (FRS) est déclaré au Journal officiel le 27 février 2001. Sa présidente est Christine Boutin, qui est également membre de l'UDF.
Christine Boutin annonce en juin 2001 sa candidature à l'élection présidentielle de 2002. Pour cette raison, elle est suspendue de l'UDF, qui soutient la candidature de François Bayrou. Elle obtient 1,19 % des suffrages exprimés (339 112 voix).
Après l'élection, il est l'un des partis fondateurs de l'Union pour un mouvement populaire (UMP), et a ensuite été considéré comme un parti associé.
Lors de sa convention nationale du 13 mars 2005, le Forum des républicains sociaux a décidé de rejeter le Traité établissant une constitution pour l'Europe à une majorité de 75,88 % des voix. Christine Boutin invoque notamment trois raisons pour expliquer sa position : 
- l'absence de reconnaissance des racines judéo-chrétiennes de l'Europe ;
- le caractère selon elle « excessivement libéral » du traité, qui ne prendrait pas « en compte la personne humaine, une erreur qui a amené en France la fracture sociale » ;
- le fait que le traité permette le clonage thérapeutique et « ouvre la porte aux mariages homosexuels et à la possibilité pour ceux-ci d'adopter des enfants ».

Entre 2007 et 2009, dans les gouvernements Fillon I et Fillon II, Christine Boutin est ministre du Logement et de la Ville.

### Dénomination «Parti chrétien-démocrate»
Lors de sa convention nationale du 31 janvier 2009, le parti a changé d'appellation pour devenir le FRS - La démocratie chrétienne sociale.
Le 20 juin 2009, les adhérents du FRS ont adopté un nouveau nom, « Parti chrétien-démocrate », proposé par Christine Boutin, qui déclare : « Il nous permet d'avoir une identité plus forte et plus explicite. Il sera proposé aux adhérents le 20 juin lors de notre conseil national. À droite, beaucoup ont abandonné les valeurs chrétiennes. (...) [Pour] intégrer cet électorat au sein de la majorité présidentielle, il faut porter haut et fort ces valeurs chrétiennes. Il ne suffit pas de préempter un électorat pour en représenter les valeurs ! ».
Le parti est membre du Comité de liaison de la majorité présidentielle.

### Succession de Christine Boutin
Le 9 juillet 2013, Christine Boutin annonce qu'elle présente sa démission de la présidence. Celle-ci est acceptée à l'unanimité. Charles-Henri Jamin assure alors l'intérim à la tête du parti jusqu'à l'élection de Jean-Frédéric Poisson lors de Convention nationale du 16 novembre 2013.
Lors de sa convention nationale du 16 novembre 2013, le parti proclame les résultats du vote, qui a eu lieu du 9 au 15 novembre pour élire un nouveau président. Deux candidats étaient en lice : Frédéric Delaitre et Jean-Frédéric Poisson, député et vice-président du parti. C'est ce dernier qui est élu, avec 73,3 % des voix exprimées.

### Primaire de la droite et élections de 2017
En tant que président du PCD, Jean-Frédéric Poisson se présente à la primaire de la droite de 2016, organisée pour désigner un candidat à la présidentielle de 2017. Terminant sixième à l'issue du premier tour où il obtient 1,5  % des voix, il soutient François Fillon pour le second tour. Après l'élimination de ce dernier au premier tour de l'élection présidentielle, Jean-Frédéric Poisson et Christine Boutin refusent pour le second tour d'appeler au « front républicain » contre Marine Le Pen en soutenant Emmanuel Macron,. Christine Boutin déclare voter pour Marine Le Pen mais la position du parti demeure le « ni-ni ».
Le parti investit 120 candidats pour les élections législatives françaises de 2017. Il n'a plus aucun élu au terme du scrutin.

### Alliances avec la droite puis l’extrême droite et nouveau nom
En vue des élections européennes de 2019, le Parti chrétien-démocrate rejoint Debout la France de Nicolas Dupont-Aignan et le CNIP de Bruno North au sein d’une alliance baptisée « Les Amoureux de la France ». Mais après avoir été annoncés en position éligible sur cette liste commune, Jean-Frédéric Poisson et la députée sortante Joëlle Bergeron — qui a rejoint le parti peu avant la fin de son mandat — sont écartés et ne prennent pas part au scrutin. Le président du PCD dénonce alors l’absence d’« horizon politique » et une attitude solitaire de Dupont-Aignan.
Pour les municipales de 2020, le Parti chrétien-démocrate rejoint plusieurs listes d'union de la droite et s'allie avec le Rassemblement national dans certaines villes (dont Lyon et Le Mans). Néanmoins, certains de ses candidats sur des listes LR sont écartés dans l'entre-deux tours lors de fusions avec LREM, comme à Bondy. Le PCD conduit également quelques listes, comme à Montfermeil — où la liste de Xavier Lemoine l’emporte dès le premier tour, ce qui lui permet d’être réélu — ou Saint-Germain-en-Laye, où le parti obtient deux élus, dont Christophe Bentz, son délégué général.
En juillet 2020, Jean-Frédéric Poisson annonce son intention de se présenter à l'élection présidentielle de 2022 pour porter un projet « conservateur »,. Un changement de nom du parti à la rentrée est alors évoqué avant d'être officialisé en octobre : le parti s'appelle dès lors « Via, la voie du peuple »,. En décembre 2021, Poisson rejoint la campagne présidentielle d'Éric Zemmour.
Lors des élections européennes de 2024, Via soutient la liste « L'Europe ça suffit - Les Patriotes » de Florian Philippot.

## Positions politiques
Ce parti se rattache au courant démocrate-chrétien, et met un accent important sur le conservatisme social et sociétal. Christine Boutin s'était opposée à l'établissement du PACS en 1999. En 2013, le parti a pris position contre le projet de loi visant à ouvrir le mariage et l'adoption aux couples de personnes de même sexe. Le PCD revendique environ 10 000 adhérents et 60 000 sympathisants au début de l'année 2013, et plus de 20 000 adhérents fin 2013.
Lorsqu'il était allié aux Républicains (LR) à l'Assemblée nationale, Jean-Frédéric Poisson se disait plus proche des idées de la députée FN Marion Maréchal que de sa collègue de groupe parlementaire Nathalie Kosciusko-Morizet.
Pendant la pandémie de Covid-19 en France, le parti s’oppose aux mesures prises par le gouvernement qu'il qualifie de liberticides.

## Organisation

### Présidents
- 27 février 2001 - 10 juillet 2013 : Christine Boutin
- 10 juillet 2013 - 16 novembre 2013 : Charles-Henri Jamin (intérim)
- Depuis le 16 novembre 2013 : Jean-Frédéric Poisson

### Relations avec les autres partis de droite
Le FRS/PCD est longtemps associé à l'UMP, tout en restant indépendant. Les Jeunes du PCD étaient également indépendants des Jeunes populaires.
En 2018-2019, le PCD est membre du mouvement des Amoureux de la France, en collaboration avec le parti Debout la France de Nicolas Dupont-Aignan. Mais Nicolas Dupont-Aignan, juste avant le dépôt des listes aux élections européennes de 2019, décide de ne pas intégrer Jean-Frédéric Poisson, contrairement à ses promesses, ce qui met fin au mouvement.

### Jeunes chrétiens-démocrates
Les Jeunes chrétiens-démocrates sont la branche jeune du Parti chrétien-démocrate. Ils ont une vision de la politique où « le respect de la vie tient une place prédominante et où on réaffirme les valeurs de chaque homme ».
Les responsables du mouvement sont :
- 2006 - juin 2010 : Jacques Lefort[34]
- juillet 2010 - septembre 2012 : Maxence Poumaere[34], cadre dans l'industrie
- septembre 2012 - octobre 2013 : Vivien Richard[35], conservateur du patrimoine (promotion 2010[36])
- à partir d’octobre 2013 (jusqu'à une date indéterminée) : Jean Roucher
- de novembre 2017 à août 2019 : Jean Servin

## Logos

Logo du Forum des républicains sociaux de 2001 à 2009.
Logo du Parti chrétien-démocrate de 2009 à 2012.
Logo du Parti chrétien-démocrate de 2012 à 2020.
Logo de Via depuis 2020.

## Résultats électoraux

### Élus
Le Parti chrétien-démocrate comptait en 2017 cinq conseillers régionaux, cinq conseillers départementaux et environ 250 élus locaux (maires et conseillers municipaux).

### Parlementaires
Lors de la mandature 2007-2012, quatre députés sont membres du parti : Christine Boutin, Jean-Frédéric Poisson, Jean-François Chossy et Dino Cinieri. Jean-Frédéric Poisson est battu lors d'une législative partielle dans la 10e circonscription des Yvelines, le 11 juillet 2010. En mai 2011, Jean-François Chossy cède son siège à son suppléant Paul Salen, non membre du PCD.
Lors des élections législatives de 2012, Dino Cinieri est réélu et Jean-Frédéric Poisson retrouve son siège de député. Dino Cinieri prenant ses distances avec le PCD, Jean-Frédéric Poisson est le seul représentant de ce parti au Parlement durant la mandature 2012-2017. Il n'est pas réélu en 2017.
En mai 2019, peu avant la fin de son mandat, la députée européenne (ex-FN) Joëlle Bergeron rejoint le parti. En juin 2019, Paul-Marie Coûteaux (ancien député européen) devient chargé des publications[réf. souhaitée].
Aucun sénateur ne s'est jamais revendiqué du PCD.

### Maires et conseillers municipaux
- Xavier Lemoine, maire de Montfermeil (Seine-Saint-Denis) depuis 2002.

- Charlotte Boettner, maire de Villy-le-Pelloux (Haute-Savoie) depuis 2020.
- À l’issue des élections municipales de 2020, VIA, la voie du peuple compte une quarantaine d’élus municipaux

.

### Élections présidentielles
| Année | Candidat                            | Premier tour | Premier tour | Premier tour |
| Année | Candidat                            | Voix         | %            | Rang         |
| ----- | ----------------------------------- | ------------ | ------------ | ------------ |
| 2002  | Christine Boutin                    | 339 112      | 1,19         | 15e          |
| 2007  | soutien à Nicolas Sarkozy (UMP)     |              |              |              |
| 2012  | soutien à Nicolas Sarkozy (UMP)     |              |              |              |
| 2017  | soutien à François Fillon (LR)      |              |              |              |
| 2022  | soutien à Éric Zemmour (Reconquête) |              |              |              |

### Élections législatives
| Année | Premier tour | Premier tour | Second tour | Second tour | Sièges  |
| Année | Voix         | %            | Voix        | %           | Sièges  |
| ----- | ------------ | ------------ | ----------- | ----------- | ------- |
| 2002  |              |              |             |             |         |
| 2007  |              |              |             |             | 4 / 577 |
| 2012  |              |              |             |             | 1 / 577 |
| 2017  | 10 375       | 0,05         | 14 250      | 0,08        | 0 / 577 |
| 2022a | 66 624       | 0,29         |             |             | 0 / 577 |
| 2024  | 5 016        | 0,02         |             |             | 0 / 577 |

a Au sein d'une alliance autour de Reconquête.

### Élections européennes
| Année | Voix    | %      | Sièges | Rang | Tête de liste     |
| ----- | ------- | ------ | ------ | ---- | ----------------- |
| 2004  |         |        |        |      |                   |
| 2009  |         |        |        |      |                   |
| 2014  | 138 708 | 0,74 % | 0 / 74 | 12e  |                   |
| 2024* | 229 187 | 0,93 % | 0 / 81 | 13   | Florian Philippot |

- en alliance avec Les Patriotes et Reprenons le Contrôle sur le liste « L'Europe ça suffit ».

### Essais
- Christine Boutin, Qu'est-ce que le Parti Chrétien-Démocrate ?, Paris, L'Archipel, 2010.
- Jean-Frédéric Poisson, La Voix du peuple, Monaco/Clamecy, Le Rocher, 2020, 220 p. (ISBN 978-2268104393).